# Aphanandromyces audisoi
Aphanandromyces audisoi är en svampart som tillhör divisionen sporsäcksvampar, och som beskrevs av Walter Rossi. Aphanandromyces audisoi ingår i släktet Aphanandromyces, och familjen Laboulbeniaceae. Arten är reproducerande i Sverige.